# Karahunj
Karahunj là một đô thị thuộc tỉnh Syunik, Armenia. Dân số ước tính năm 2011 là 1305 người.